# Euonymus frigidus
Euonymus frigidus är en benvedsväxtart som beskrevs av Nathaniel Wallich. Euonymus frigidus ingår i släktet Euonymus och familjen Celastraceae. Inga underarter finns listade.